# Petroscirtes breviceps
Petroscirtes breviceps là một loài cá biển thuộc chi Petroscirtes trong họ Cá mào gà. Loài này được mô tả lần đầu tiên vào năm 1836.

## Từ nguyên
Tính từ định danh breviceps trong tiếng Latinh có nghĩa là "đầu ngắn", hàm ý đề cập đến phần đầu ngắn của loài cá này, chỉ dài bằng một nửa chiều cao và độ dày bằng 3/4 chiều cao.

## Phân bố và môi trường sống
Từ Đông Phi, P. breviceps có phân bố trải dài về phía đông đến quần đảo Mariana và Papua New Guinea, ngược lên phía bắc đến đảo Jeju (Hàn Quốc) và Nam Nhật Bản (gồm cả quần đảo Ogasawara), xa về phía nam đến Tây Úc và Nouvelle-Calédonie.
Ở Việt Nam, P. breviceps được ghi nhận tại đảo Mắt (Nghệ An), cù lao Chàm (Quảng Nam), và bờ biển Ninh Thuận.
P. breviceps sống trên các rạn san hô gần bờ và khu vực cửa sông, cũng có thể được tìm thấy trên nền cát hoặc giữa các cụm rong mơ, độ sâu đến ít nhất là 15 m.

## Mô tả

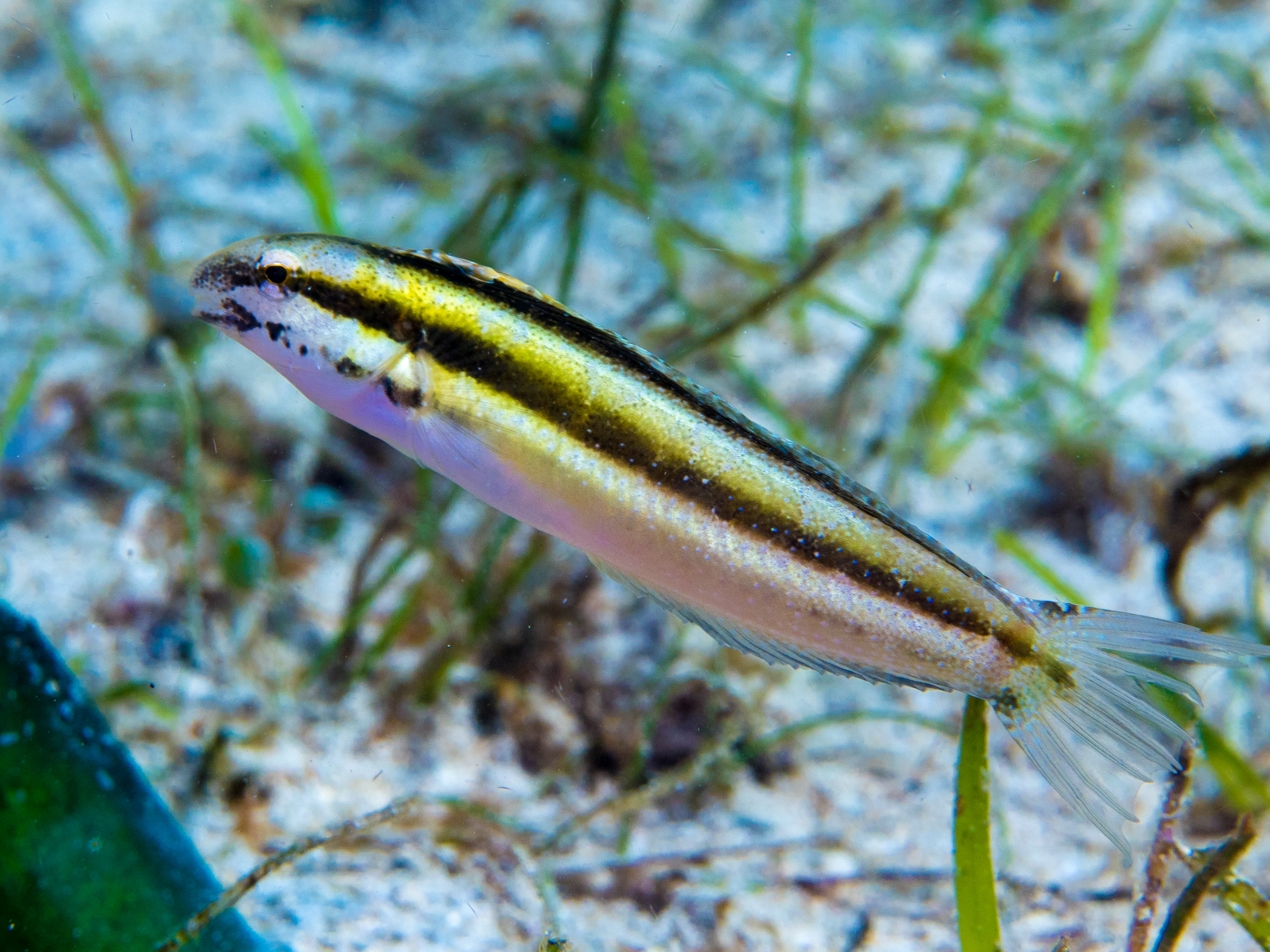
P. breviceps trong kiểu hình M. vittatus

Chiều dài chuẩn lớn nhất được ghi nhận ở P. breviceps là 11 cm. P. breviceps là một loài bắt chước kiểu Bates (loài không độc bắt chước kiểu hình, hành vi của một loài có độc). Theo ghi nhận, P. breviceps đã bắt chước các loài Meiacanthus (một chi cá mào gà khác có độc tố ở răng nanh), bao gồm Meiacanthus grammistes, Meiacanthus vittatus, và cũng có thể là cả Meiacanthus kamoharai.
Ở kiểu hình M. grammistes, P. breviceps có màu trắng với 3 sọc đen dọc chiều dài thân, vùng đầu và một phần thân trước màu vàng. Còn với kiểu M. vittatus, chúng chỉ có một sọc đen dày dọc thân và một sọc khác dọc gốc vây lưng. P. breviceps cũng có một cặp răng nanh nhưng không có tuyến nọc độc, dùng để phòng thủ và sẽ không ngại cắn nếu bị tấn công.
Số gai vây lưng: 10–11; Số tia vây lưng: 19–20; Số gai vây hậu môn: 2; Số tia vây hậu môn: 18–19; Số tia vây ngực: 14–15; Số gai vây bụng: 1; Số tia vây bụng: 3.

## Sinh thái
P. breviceps trú ẩn và làm tổ bên trong những chai cổ hẹp hay vỏ giun ống còn sót lại. Chúng ăn các loài giáp xác nhỏ và tảo silic.
Trứng của P. breviceps có chất kết dính, được gắn vào chất nền thông qua một tấm đế dạng sợi. Cá bột là dạng phiêu sinh vật, thường được tìm thấy ở vùng nước nông ven bờ. Trứng hoàn toàn được cá đực chăm sóc và canh giữ. Cá đực thường chiến đấu với nhau khi vị trí làm tổ bị hạn chế, bất kể sự xuất hiện của cá cái, hầu hết là vào đầu và cuối mùa sinh sản (cạnh tranh tài nguyên). Ngược lại, những con cá cái chỉ chiến đấu vào giữa mùa, khi mà số lượng tổ cá đực quá ít, tức cơ hội giao phối của chúng sẽ bị hạn chế (cạnh tranh giao phối).

## Thương mại
P. breviceps có thể được nuôi làm cá cảnh.